# 凱萊 (埃塞俄比亞)
凱萊（Kele）是埃塞俄比亞南部南方各族州的小鎮，位於阿拜亞湖的東南方，座標6°5′N 38°2′E / 6.083°N 38.033°E，海拔1,424米。根據埃塞俄比亞中央統計局2005年的人口普查資料，凱萊總人口約5,542，其中男性2,827人，女性2,715人。